# Lista över insjöar i Enköpings kommun
Detta är en lista över sjöar i Enköpings kommun baserad på sjöns utloppskoordinat. Om någon sjö saknas, kontrollera grannkommunens lista eller kategorin Insjöar i Enköpings kommun.

## Lista
| Namn           | Koordinat                                     | Sjöid         | VYID          | Yta (km²) | Strandlinje (km) | Höjd (m) | Maxdjup (m) | Volym (m³) | HARO  | Natura 2000 |
| -------------- | --------------------------------------------- | ------------- | ------------- | --------- | ---------------- | -------- | ----------- | ---------- | ----- | ----------- |
| Alsta sjö      | 59°44′31″N 17°15′10″Ö / 59.74204°N 17.25291°Ö | 662552-158303 | 662559-158141 | 1,28      | 7,37             | 0        | 5,3         | 2 670 000  | 61000 |             |
| Bromsbo sjö    | 59°48′52″N 17°12′35″Ö / 59.81442°N 17.20971°Ö | 663345-157847 | 663360-157881 | 0,171     | 1,94             | 32,9     | 1,2         | 119 000    | 61000 |             |
| Dragmansbosjön | 59°50′24″N 16°49′41″Ö / 59.83993°N 16.82800°Ö | 663612-155724 | 663605-155735 | 0,0829    | 1,15             | 61,1     |             |            | 61000 |             |
| Hålsjön        | 59°49′02″N 17°14′11″Ö / 59.81709°N 17.23638°Ö | 663380-157990 | 663393-158030 | 0,206     | 2,18             | 33,1     | 10          | 1 040 000  | 61000 |             |
| Mörtsjön       | 59°52′06″N 17°05′43″Ö / 59.86837°N 17.09522°Ö | 663890-157214 | 663948-157227 | 0,199     | 2,35             | 69       | 3,4         | 502 000    | 61000 |             |
| Oxsjön         | 59°50′24″N 17°07′41″Ö / 59.84004°N 17.12802°Ö | 663636-157417 |               | 0,036     |                  | 49       | 1,6         | 38 000     | 61000 |             |
| Revelstasjön   | 59°48′55″N 16°56′54″Ö / 59.81515°N 16.94826°Ö | 663318-156434 | 663340-156414 | 0,11      | 1,41             | 25       | 2,5         | 101 000    | 61000 |             |
| Ryssjön        | 59°49′16″N 17°09′15″Ö / 59.82110°N 17.15419°Ö | 663392-157668 | 663428-157568 | 0,477     | 4,43             | 32       | 2,2         | 630 000    | 61000 |             |
| Äspuss         | 59°42′47″N 17°05′53″Ö / 59.71304°N 17.09813°Ö | 662218-157277 |               | 0,037     |                  | 20,5     | 1           | 25 000     | 61000 |             |